# Dissidence (Antilles et Guyane)
Aux Antilles et en Guyane françaises, la dissidence est le phénomène courant sur la période de juin 1940 à juillet 1943 par lequel des Antillais et Guyanais refusent de se rallier au Régime de Vichy et rejoignent la France libre.
Les intéressés se nomment « dissidenciés ». Dans la mémoire collective antillaise ou guyanaise, le terme peut désigner aussi bien les jeunes gens partis dans les Antilles britanniques voisines pour s'enrôler dans les troupes de la France libre que les opposants locaux au pouvoir, ce qui engendre ambiguïtés et discussions sur l'acception du terme. On peut ainsi se réclamer de la dissidence après l'attaque de la gendarmerie de Port-Louis en 1943. On vit aussi des élus corrompus et ou invalidés sous la République puis sous Vichy revendiquer une opposition à Vichy.  

## Histoire
En octobre 1940, quand Philippe Pétain choisit la voie de la Collaboration, l'amiral Robert, commandant en chef de l’Atlantique Ouest et haut commissaire de France aux Antilles, à Saint-Pierre-et-Miquelon et en Guyane, se plie au Régime de Vichy, tout comme le gouverneur de la Guadeloupe de 1940 à 1943, Constant Sorin. Ce n'est qu'en juillet 1943, que l'amiral Robert quitte ses fonctions et que la Guadeloupe est placée sous l'autorité du Comité français de libération nationale. Les pouvoirs publics ne sont pas unanimement pétainistes : dès la fin juin 1940, le conseil général de Guadeloupe et le conseil général de Martinique appellent quasi unanimement au ralliement à la France combattante, mais les soldats de l'amiral Robert forment une puissance dissuasive.
Des citoyens s'engagent alors dans la Résistance extérieure en rejoignant les Forces françaises libres. Sensibles à l'Appel du 18 Juin, plusieurs centaines de jeunes quittent leur île et traversent le canal de Sainte-Lucie ou celui de la Dominique, pour rejoindre les colonies britanniques et s'engager dans l’armée américaine qui leur prodigue une formation militaire basique à Fort Dix (New Jersey). Selon le  délégué de la France combattante aux Antilles Jean Massip, la première évasion recensée daterait du 15 septembre 1940 et le nombre de dissidenciés est suffisamment notable pour que Londres fut informé qu'une effervescence se manifestait aux Antilles françaises. Les Américains acceptèrent de prendre en charge l'instruction militaire des volontaires aux États-Unis et envoyèrent un bateau à la Dominique au début de l'automne 1942, ce qui permet à un contingent de 325 personnes de quitter l'île le 10 octobre à destination de Baltimore et de la Nouvelle Orléans.  Ce premier convoi fut suivi de cinq autres voyages entre janvier et juin 1943. Il arriva au moins une fois en 1943 que les hommes à incorporer soient retardés dans leur embarquement en raison de leur couleur de peau, certains navire américains étant interdit aux colored. C'est ce que signalait à son autorité de tutelle l'adjudant Adigard des Gautries, rendant compte des procédures d'incorporation en 1943 dans la colonie britannique de Trinidad.
En Guyane, les dissidents tentent de rejoindre le Suriname.
L'historien français et canadien Eric T. Jennings estime qu'entre 4 000 et 5 000 personnes quittent la Guadeloupe et la Martinique pour rallier les FFL installées aux îles anglaises de la Dominique et de Sainte-Lucie de 1940 à 1943. Après des stages de formation militaire aux États-Unis, au Canada ou en Grande-Bretagne, ils rejoignent les rangs des FFL et participent aux campagnes militaires. Les dissidents sont incorporés dans les bataillons antillais de marche n°1 et n°5 et participent au débarquement de Provence à la bataille de Monte Cassino, aux fronts d'Alsace et de Royan. Malgré leur apport militaire, le ministre des Colonies ordonne au Conseil national de la résistance de rayer des cadres ces jeunes antillo-guyanais soupçonnés d’être partisans de l’indépendance de leurs territoires. Selon le même principe, quelques centaines de Guyanais seraient entrés en dissidence,.
La dissidence est un phénomène très significatif qui malgré le danger implique environ 1 % de la population de ces territoires où « Vichy signifie clairement un retour en arrière et, aux Antilles, tout retour en arrière renvoie tout de suite au grand retournement : le rétablissement de l'esclavage par Bonaparte en 1802 ». La dissidence se distingue de la résistance en métropole par l'absence de rivalité avec les Nazis : il s'agit d'abord d'une opposition au régime vichyste et d'un engagement républicain. Au sortir du conflit, les dissidents sont soupçonnés de visées indépendantistes, d'où le fait qu'en juillet 1945, le ministre des Colonies Paul Giacobbi donnait pour instruction au Conseil national de la Résistance de ne pas admettre les Antillais comme des résistants à part entière. De ce fait, si un monument à la mémoire des dissidents antillais est même érigé dès 1947 à la Dominique, il faut attendre 2010 pour voir apparaître le premier monument sur le territoire français dans la commune des Trois-Ilets et 2011 pour que des combattants antillais soient invités aux commémorations annuelles du Mont-Valérien,.  
De même, le Mémorial du débarquement en Provence créé en 1964, ne fait initialement aucune mention du Bataillon Antillais, qui avait pourtant participé aux combats ayant eu lieu à proximité. Si on la trouve dans la littérature d'auteurs antillais comme Raphaël Confiant (Le nègre et l'amiral, 1988), il  faudra attendre le travail des historiens anglo-saxons comme Richard Burton pour que cette histoire ressurgisse. La dissidence est reconnue en juin 2009 par le président de la République Nicolas Sarkozy qui décore 15 résistants antillais lors d’une cérémonie devant le monument aux morts de Fort-de-France,.
Six dissidenciés de Guyane, de Guadeloupe et de Martinique sont reçus à l’Élysée par le Président de la République François Hollande,.